# Bombyx de l'aubépine
Trichiura crataegi
Espèce
Le Bombyx de l'aubépine, Trichiura crataegi, est une espèce de lépidoptères appartenant à la famille des Lasiocampidae.
- Répartition : Europe.
- Envergure du mâle : de 13 à 16 mm.
- Période de vol : d’août à octobre.
- Habitat : bois.
- Plantes-hôtes : diverses espèces de genres comme Crataegus, Prunus, Pyrus, etc.

## Source
- P.C. Rougeot, P. Viette, Guide des papillons nocturnes d'Europe et d'Afrique du Nord, Delachaux et Niestlé, Lausanne 1978.